# Jamnik (Kranj, Slovenija)
Jamnik je naselje u slovenskoj Općini Kranju. Jamnik se nalazi u pokrajini Gorenjskoj i statističkoj regiji Gorenjskoj. 

## Stanovništvo
Prema popisu stanovništva iz 2002. godine naselje je imalo 42 stanovnika.